# Schallgefäß
Schallgefäße (engl.: acoustic jars; franz.: vases acoustiques) nennt man in Anlehnung an Vitruv (um 20 v. Chr.) Gefäße aus Bronze oder Ton verschiedener Größe und Form, die den Schall verstärken und die Verständlichkeit verbessern sollen. Vitruv erwähnt in seiner Schrift De architectura libri decem („Zehn Bücher über Architektur“) sogenannte Echeia, die in antiken Theatern mit ihren gestuften Sitzreihen unter den Sitzen eingelassen werden sollten, um die Akustik zu verbessern. Nach heutiger Sicht wirken diese Gefäße wie Helmholtz-Resonatoren und sind nachhallverlängernd, ein Effekt, wie er bei antiken Freilufttheatern mit ihren extrem kurzen Nachhallzeiten sehr erwünscht war.
Archäologische Untersuchungen von Robert G. Arns und Bret E. Crawford aus den 1990er Jahren fanden in einigen antiken Theatern des griechisch-römischen Kulturbereichs Indizien für die Existenz von Schallgefäßen, nachgewiesen wurden sie jedoch nicht.

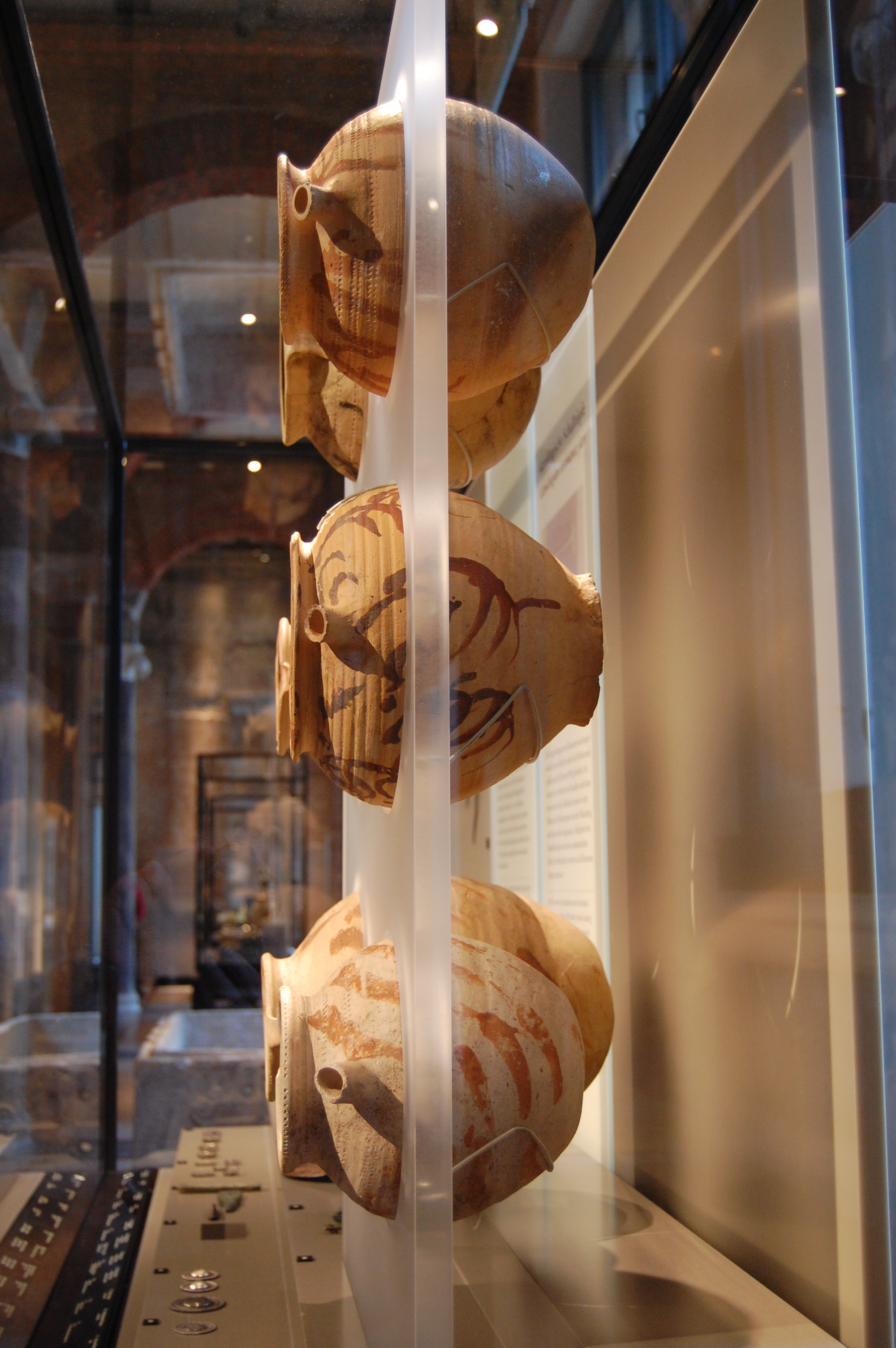
Rekonstruierte Anordnung von karolingerzeitlichen Schallgefäßen im Neuen Museum, Berlin

## Anwendung im Mittelalter
Auch in vielen mittelalterlichen Kirchen in ganz Europa findet man in die Wände des Chores oder des Langhauses eingemauerte Schallgefäße mit der Öffnung zum Kirchenraum. Dort ist die Wirkung der Gefäße eine andere, da die Kirchen Räume mit relativ großer Nachhallzeit sind. Die Gefäße wirken in diesen Räumen nachhallzeitverkürzend, also ebenfalls ein wünschenswerter Effekt. In osmanischen Moscheen wurden ebenfalls vergleichbare Klangkörper entdeckt.
Die Baumeister mittelalterlicher Kirchen kannten aus den Klosterbibliotheken die Schrift von Vitruv. Ohne die genaue akustische Funktion dieser Gefäße im Mittelalter zu erkennen – die Wissenschaft von der Akustik gab es in der heutigen Form noch nicht – war ihre Verwendung in den Kirchen durch die Baumeister in erster Linie ein architektonisches Erbe der Antike.